# LEDE
El projecte Linux Environment Embedded Development (LEDE) va ser una bifurcació del projecte OpenWrt i va compartir molts dels mateixos objectius. Va ser creat el maig de 2016 per un grup de col·laboradors principals d'OpenWrt a causa de desacords sobre els processos interns d'OpenWrt. El cisma es va reconciliar nominalment un any més tard al maig de 2017 pendent l'aprovació dels desenvolupadors LEDE. El remerger conserva la marca OpenWrt, però utilitza molts dels processos i normes LEDE. La votació de la proposta remerge va ser aprovada pels desenvolupadors de LEDE al juny de 2017, i es va anunciar formalment el gener de 2018. El procés d'unió es va acabar abans de la versió OpenWRT 18.06.

## Alliberaments
| Versió  | Data d'alliberament | Número de revisió | Notes                                                                                                 |
| ------- | ------------------- | ----------------- | --- |
| 17.01.0 | 22 febrer 2017      | r3205             | Primer alliberament estable                                                                           |
| 17.01.1 | 19 abril 2017       | r3316             | Kernel 4.4.61, arreglos de bugs i realçaments                                                         |
| 17.01.2 | 12 juny 2017        | r3435             | Kernel 4.4.71, arreglos de seguretat                                                                  |
| 17.01.3 | 3 octubre 2017      | r3534             | Kernel 4.4.89, arreglos de seguretat                                                                  |
| 17.01.4 | 18 octubre 2017     | r3560             | Kernel 4.4.92, arreglos de seguretat (KRACK, en la mesura que s'adaptin a les solucions del servidor) |
| 17.01.5 | 18 juliol 2018      | r3919             | Kernel 4.4.140, arreglos de seguretat                                                                 |
| 17.01.6 | 3 setembre 2018     | r3979             | Kernel 4.4.153, arreglos de seguretat                                                                 |